# Simon Nadin
Pour les articles homonymes, voir Nadin (homonymie).
Simon Nadin est un grimpeur et photographe britannique, né en 1965.
En 1989, il remporte la première Coupe du monde d'escalade de difficulté.

## Biographie
Nadin est un grimpeur polyvalent et un ouvreur de nouvelles voies qui établissent de nouvelles difficultés en escalade. Il commence l'escalade sur les reliefs de gritstone (une sorte de grès) de l'Angleterre, tels que The Roaches, près de chez lui à Buxton, en utilisant des coinceurs fabriqués pendant ses cours de métallurgie.
En un an d'escalade, il est capable de franchir des voies cotées E6, et quelques années plus tard, il grimpe à vue et en solo des voies cotées E4, E5 ou des voies plus dures. Le décalage entre la difficulté de ses voies les plus dures et la difficulté standard dans les compétitions est mentionné dans le livre Performance rock climbing (Dale Goddard & Udo Neumann, 1993) comme faisant part du début des entraînements spécifiques pour un type d'escalade.
En 1989, alors grimpeur professionnel depuis seulement six mois, il devient le vainqueur de la première Coupe du monde d'escalade, battant Didier Raboutou lors de la dernière étape à Lyon devant un public de 8 000 personnes. Plus tard la même année, il échoue dans sa tentative de gravir en libre The Nose à El Capitan avec Lynn Hill.
Les méthodes d'entraînement de Simon Nadin sont insolites : entraînement intense en hiver, puis relâchement le laissant capable de réussir des performances difficiles même sans avoir grimpé pendant de longues périodes.